# لوان کنیا
لِوان کِنیا(به گرجی: ლევან ყენია)،(زاده ۱۸ اکتبر ۱۹۹۰) یک بازیکن فوتبال گرجی است که هم‌اکنون برای تیم سابورتالو تفلیس بازی می‌کند.

## باشگاه‌ها
او در ژانویه ۲۰۰۸ از لوکوموتیو تفلیس به شالکه ۰۴ رفت و این امضای قراردادی بود با تیمی که تا ژوئن ۲۰۱۲ در آن به بازی پرداخت. او اولین بازی خود برای شالکه۰۴ را در برابر باشگاه فوتبال آپوئل در یکی از مسابقات لیگ اروپا در ۲ اکتبر ۲۰۰۸ به عنوان جایگزین جرالد آساموا انجام داد.

وی سابقاً در ۱۴ سالگی دو هفته در بارسلونا تمرین کرد.

کنیا اولین بازی خود برای شالکه۰۴ در بوندس‌لیگا را در ۱۱ آوریل در مقابل کارلسروهه ۲۰۰۹ تجربه کرد.